# La Lettre (film, 1930)
Pour les articles homonymes, voir La Lettre.
Pour plus de détails, voir Fiche technique et Distribution.
La Lettre est un film français réalisé par Louis Mercanton, sorti en 1930.
Le film est la version française de The Letter, réalisé par Jean de Limur .

## Fiche technique
- Titre : La Lettre
- Réalisation : Louis Mercanton
- Scénario : Monta Bell, Roger Ferdinand, Garrett Fort, Henry Koster et Jean de Limur d'après la pièce de William Somerset Maugham
- Photographie : René Guissart
- Pays de production : France
- Format : Noir et blanc
- Genre : drame
- Durée : 65 minutes
- Date de sortie : 1930

## Distribution
- Marcelle Romée : Leslie Bennett
- Hoang Thi-The : Li Ti
- Gabriel Gabrio : Philipp Bennett
- Paul Capellani : Maître Joyce
- André Roanne : George Nelson
- Camille Bert
- Ky Duyen
- Guy Favières
- Jean Mercanton